# 트라이엄프 모터 컴퍼니

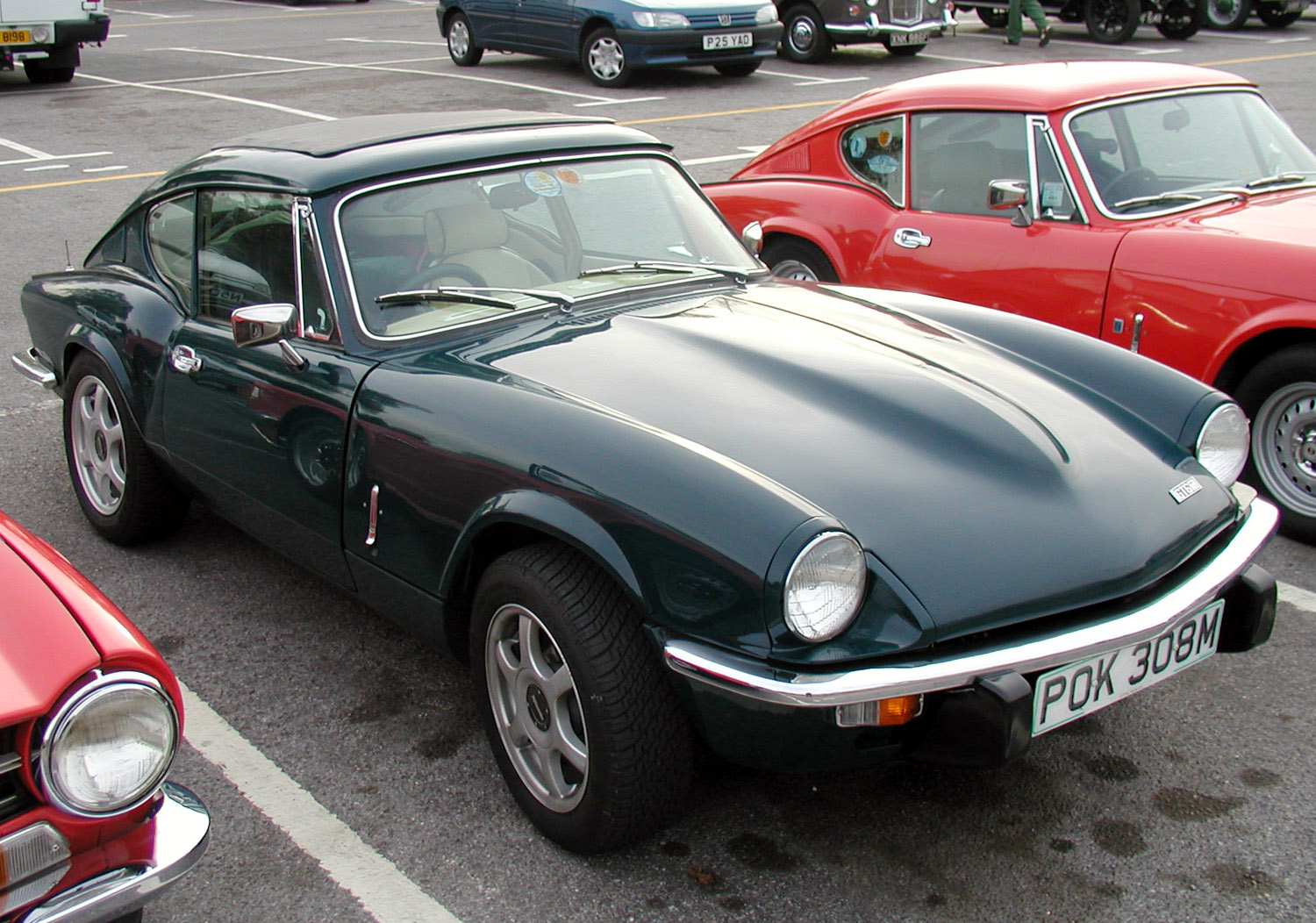
1974년식 트라이엄프 GT6 쿠페

트라이엄프 모터 컴퍼니(Triumph Motor Company)는 지그프리트 베트만(Siegfried Bettmann)와 모리츠 슐테우퍼(Moritz Schulte)가 트라이엄프 자전거를 판매하기 위해 1885년 베트만 앤 코(Bettmann & Co)를 설립한 것이 그 기원이다. 당시 본사는 런던이었고, 자전거는 1889년 잉글랜드, 콘벤트리에서 생산했다.

## 역사

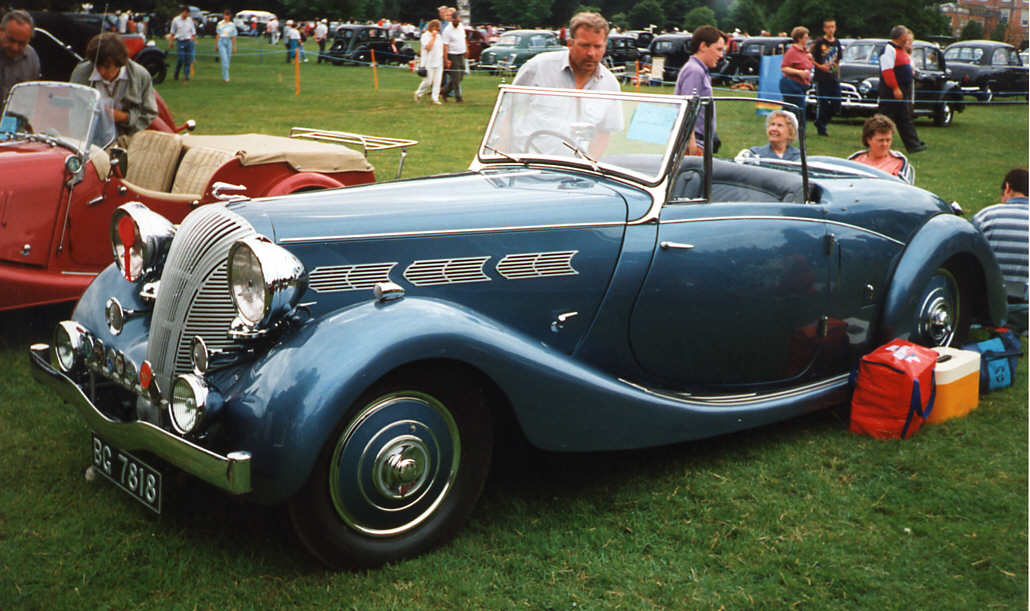
1937년식 트라이엄프 돌로마이트 로드스터

### 트라이엄프 자전거 회사
트라이엄프 자동차 회사는 자전거를 제조/판매하는 회사로 출발했기 때문에 1897년까지 회사 이름이 트라이엄프 자전거 회사였다. 트라이엄프 자전거 회사는 1902년 트라이엄프 오토바이를 생산하기 위해 관련 사업부를 분사했다. 처음 이 회사는 엔진을 사와 사업을 전개했으나 곧바로 자체 엔진을 생산했고, 1907년에는 새로운 공장을 건설해 시설을 확대했다. 주요 오토바이 모델은 550씨씨 모델 H로 이 모델은 제1차 세계대전 당시 영국군이 사용하였고, 이 모델을 통해 1918년까지 트라이엄프 자전거 회사는 영국에서 가장 큰 오토바이 제조회사였다.
1921년, 베트만은 당시 본부장이었던 끌로드 홀브룩(Claude Holbrook)의 제안을 받아들여 도우슨 자동차 회사(Dawson Car Company)를 인수하여 1.4리터 모델인 트라이엄프 10/20를 발표했다. 이 모델은 크게 인기를 끌지는 못했지만, 1927년 모델 변경으로 발표된 트라이엄프 슈퍼 7은 1934년까지 많은 대수가 팔려나갔다.

### 트라이엄프 자동차 회사
1930년 트라이엄프 자전거 회사는 회사 이름을 트라이엄프 자동차 회사로 바꾸었다. 이와 함께 끌로드 홀브룩은 대량생산을 하는 다른 자동차 제조회사를 따라가서는 미래가 없다고 판단하여 고급차 시장으로 회사 브랜드를 재배치시키기로 결정하였다.
그러나 첫 번째 재정위기가 찾아와 1936년 트라이엄프 자전가와 오토바이 사업부를 매각했다. 그럼에도 1939년 7월에는 회사가 법정관리에 들어가 공장, 설비, 영업권을 매물로 내놓았고 티 더블유 워드(T.W. Ward)라는 사람이 회사를 인수했다. 워드는 회사를 정상화시키기 위해 도날드 힐리(Donald Healey)를 본부장으로 임명하였으나 제2차 세계 대전이 발발하면서 자동차 생산은 중단되었고, 1940년에는 폭격으로 공장마저도 잃고 말았다.

### 스탠다드 트라이엄프
제2차 세계 대전이 끝난 1945년, 트라이엄프 자동차 회사와 트라이엄프 브랜드는 스탠다드 자동차 회사에 인수되었다. 전쟁 이전 모델들은 모두 생산 중단되고, 1946년에는 새로운 모델인 트라이엄프 1800이 발표되었다. 당시에는 철강이 매우 부족했던 시기여서 항공기에 사용되던 알루미늄이 차체에 사용되었다.
1950년대 초반, 스탠다드 자동차 회사는 트라이엄프를 스포츠 자동차 전문 브랜드로 하고, 스탠다드는 살롱 브랜드로 재배치한다. 이에 따라 1953년 트라이엄프 TR2가 발표되었다. TR2 시리즈는 1981년까지 생산을 지속했던 모델이었다.

### 리랜드
1960년 12월 스탠다드 트라이엄프는 리랜드에 인수된다. 이 후 리랜드는 1968년 브리티쉬 모터 홀딩스와 합병하여 브리티시 리랜드가 된다. 1960년대와 1970년대에 트라이엄프는 지오바니 미셸로티(Giovanni Michelotti) 스타일의 살롱과 돌로마이트 스프린트(Dolomite Sprint)와 같은 스포츠 자동차를 판매했다. 그러나 이 시기에 제작된 트라이엄프 자동차들은 연료 분사장치 문제를 포함한 신뢰성에 문제가 있었다.
마지막 트라이엄프의 모델은 혼다와 조인트벤처로 1981년 출시한 트라이엄프 어클레임(Acclaim)이었다. 이 모델이 로버 200으로 대치되면서 1984년 트라이엄프라는 브랜드 이름은 더 이상 사용되지 않았다.
트라이엄프라는 브랜드는 1994년 로버 그룹을 인수한 BMW가 소유하고 있다. BMW는 로버를 피닉스 컨소시엄에 매각했지만, BMW는 트라이엄프 브랜드는 함께 매각하지 않았다.

## 자동차 모델

### 전쟁 이전의 모델
| 모델명                          | 엔진                       | 연도        |
| ------------------------------- | -------------------------- | ----------- |
| 트라이엄프 10/20                | 1393 cc 직렬 4기통         | (1923–1925) |
| 트라이엄프 13/35 또는 12.8      | 1872 cc 직렬 4기통         | (1927–1927) |
| 트라이엄프 15/50 또는 15        | 2169 cc 직렬 4기통         | (1926–1930) |
| 트라이엄프 슈퍼 7               | 832 cc 직렬 4기통          | (1927-1932) |
| 트라이엄프 슈퍼 8               | 832 cc 직렬 4기통          | (1930)      |
| 트라이엄프 12-6 스콜피온        | 1203 cc 직렬 6기통         | (1931-1933) |
| 트라이엄프 슈퍼 9               | 1018 cc 직렬 4기통         | (1932)      |
| 트라이엄프 10                   | 1122 cc 직렬 4기통         | (1933-1934) |
| 트라이엄프 서든 크로스          | 1018/1122 cc 직렬 4기통    | (1932-1934) |
| 트라이엄프 글로리아 4           | 1087/1232 cc 직렬 4기통    | (1934-1937) |
| 트라이엄프 글로리아 Six         | 1476/1991 cc 직렬 6기통    | (1934–1937) |
| 트라이엄프 글로리아 서든 크로스 | 1232/1991 cc 직렬 4기통/6  | (1934-1937) |
| 트라이엄프 글로리아 14          | 1496/1767 cc 직렬 4기통    | (1937-1938) |
| 트라이엄프 돌로마이트 8         | 1990 cc 직렬 8기통         | (1934-1935) |
| 트라이엄프 돌로마이트 비테세 14 | 1767/1991 cc 직렬 4/6 기통 | (1937-1938) |
| 트라이엄프 돌로마이트 14/60     | 1767/1991 cc 직렬 4/6 기통 | (1937-1939) |
| 트라이엄프 돌로마이트 로드스터  | 1767/1991 cc 직렬 4/6 기통 | (1937-1939) |
| 트라이엄프 12                   | 1496 cc 직렬 4기통         | (1939–1940) |

### 전쟁 이후 모델
| 모델명                                     | 엔진               | 연도      |
| ------------------------------------------ | ------------------ | --------- |
| 트라이엄프 1800 살롱                       | 1776 cc 직렬 4기통 | 1946–1949 |
| 트라이엄프 1800 로드스터                   | 1776 cc 직렬 4기통 | 1946–1948 |
| 트라이엄프 2000 살롱                       | 2088 cc 직렬 4기통 | 1949–1951 |
| 트라이엄프 2000 로드스터                   | 2088 cc 직렬 4기통 | 1948–1949 |
| 트라이엄프 레나운                          | 2088 cc 직렬 4기통 | 1949–1952 |
| 트라이엄프 메이플라워                      | 1247 cc 직렬 4기통 | 1949–1953 |
| 트라이엄프 TR1 / 20TS                      | 208 cc 직렬 4기통  | 1950      |
| 트라이엄프 TR2                             | 1991 cc 직렬 4기통 | 1953–1955 |
| 트라이엄프 TR3                             | 1991 cc 직렬 4기통 | 1956–1958 |
| 트라이엄프 TR3A                            | 1991 cc 직렬 4기통 | 1958–1962 |
| 트라이엄프 TR3B                            | 2138 cc 직렬 4기통 | 1962      |
| 트라이엄프 이탈리아                        | 1991 cc 직렬 4기통 | 1959–1962 |
| 트라이엄프 TR4                             | 2138 cc 직렬 4기통 | 1961–1965 |
| 트라이엄프 TR4A                            | 2138 cc 직렬 4기통 | 1965–1967 |
| 트라이엄프 TR5                             | 2498 cc 직렬 6기통 | 1967–1969 |
| 트라이엄프 TR250                           | 2498 cc 직렬 6기통 | 1967–1969 |
| 트라이엄프 2-리터 GT                       |                    | 1967–1971 |
| 트라이엄프 도브 GTR4                       | 2138 cc 직렬 4기통 | 1961-1964 |
| 트라이엄프 TR6                             | 2498 cc 직렬 6기통 | 1969–1976 |
| 트라이엄프 TR7                             | 1998 cc 직렬 4기통 | 1974-1981 |
| 트라이엄프 TR8                             | 3528 cc V8         | 1979-1981 |
| 트라이엄프 스핏파이어 4                    | 1147 cc 직렬 4기통 | 1962–1965 |
| 트라이엄프 스핏파이어 Mk.II                | 1147 cc 직렬 4기통 | 1965–1967 |
| 트라이엄프 스핏파이어 Mk.III               | 1296 cc 직렬 4기통 | 1967–1970 |
| 트라이엄프 스핏파이어 Mk.IV                | 1296 cc 직렬 4기통 | 1970–1974 |
| 트라이엄프 스핏파이어 1500                 | 1493 cc 직렬 4기통 | 1974–1980 |
| 트라이엄프 GT6                             | 1998 cc 직렬 6기통 | 1966–1973 |
| 트라이엄프 헤럴드 948                      | 948 cc 직렬 4기통  | 1959–1964 |
| 트라이엄프 헤럴드 1200                     | 1147 cc 직렬 4기통 | 1961–1970 |
| 트라이엄프 헤럴드 12/50                    | 1147 cc 직렬 4기통 | 1963-1967 |
| 트라이엄프 헤럴드 13/60                    | 1296 cc 직렬 4기통 | 1967–1971 |
| 트라이엄프 비테세 6                        | 1596 cc 직렬 6기통 | 1962–1966 |
| 트라이엄프 스포츠 6 (비테세 6의 미국 버전) | 1596 cc 직렬 6기통 | 1962–1964 |
| 트라이엄프 비테세 2-리터와 Mk.2            | 1998 cc 직렬 6기통 | 1966–1971 |
| 트라이엄프 1300                            | 1296 cc 직렬 4기통 | 1965–1970 |
| 트라이엄프 1500                            | 1493 cc 직렬 4기통 | 1970–1973 |
| 트라이엄프 스태그                          | 2997 cc V8         | 1971–1977 |
| 트라이엄프 톨레도                          | 1296 cc 직렬 4기통 | 1970–1978 |
| 트라이엄프 돌로마이트 1850/HL              | 1850 cc 직렬 4기통 | 1972–1981 |
| 트라이엄프 돌로마이트 스프린트             | 1998 cc 직렬 4기통 | 1973–1981 |
| 트라이엄프 2000                            | 1998 cc 직렬 6기통 | 1963–1975 |
| 트라이엄프 2.5 PI                          | 2498 cc 직렬 6기통 | 1968–1977 |
| 트라이엄프 2500TC/S                        | 2498 cc 직렬 6기통 | 1974–1977 |
| 트라이엄프 어클레임                        | 1335 cc 직렬 4기통 | 1981–1984 |

## 같이 보기
- 트라이엄프 모터사이클